# Jenny Berggren
Jenny Berggren (egentlig Jenny Cecilia Petrén) er en sangerinde og sangskriver fra Sverige. Jenny Berggren var forsanger i pop-gruppen Ace of Base.

## Karriere
Jenny Berggren begyndte som sangerinde i flere konstellationer med sine søskende Malin Berggren og Jonas Berggren. I begyndelsen af 1990-erne dannede de sammen med Ulf Ekberg gruppen Ace of Base, som fik et enormt internationalt gennembrud og derved blev en af Sveriges største musikeksportører gennem tiderne. Den første plade, Happy Nation (1992), var ved udgangen af 1990-erne det da mest solgte debutalbum i verden med 23 millioner eksemplar og var topnoteret i 16 lande.
Jenny Berggren har tillige sunget i gruppen Arose.
Berggren har også været virksom som sangskriver og foredragsholder, blandt andet om den hektiske tid med Ace of Base, om sin kristne livsanskuelse og fra tid til anden sammen med sin mand, Jakob Petrén. I 2007 turnerede hun med showet The Original ABBA Orchestra, og hun har gennemført et stort antal koncerter solo samtidig med, at hun arbejdede med Ace of Base. Hun udgav i 2009 den selvbiografiske bog Vinna hela världen, som blev udsolgt og måtte genoptrykkes.
I marts 2010 udgav hun en demoversion af hendes egen sang "Free Me" til gratis download på hendes hjemmeside til sine fans. På sin fødselsedag 19. maj 2010 udkom den første officielle single, "Here I Am". Singlen nåede en 14-plads på den svenske salgshitliste. Den 15. september 2010 udkom hendes anden single, "Gotta Go". Den 1. oktober 2010 fremkom alle hendes sangtekster til albummet My Story på hendes hjemmeside. Albummet udkom den 13. oktober 2010. I foråret 2011 deltog hun i det danske melodigrandprix i forbindelse med Eurovision Song Contest med bidraget "Let Your Heart Be Mine".
Forsøge på sammen med mændene i Ace of Base at arbejde for fra 2009 at få genoptaget arbejdet med gruppen har ført til indre konflikter, idet hendes søster valgte ikke at fortsætte med sangerinde-karrieren, og Jenny Berggren selv gerne ville deltage som sangskriver i gruppen, hvilket de mandlige medlemmer ikke ønskede. Efter som hun hat satset på sin soloplade, hævder de at have opfattet det som om, at hun ikke har villet fortsætte deltagelsen i gruppen mere – hvilket hun har erklæret er en misforståelse – og de har i stedet engageret to helt nye sangerinder til erstatning for søstrene. Dette har ført til en hel del forvirring og uklarheder om den videre udvikling og rettighederne til gruppens navn og form.

## Privatliv
Jenny Berggren er gift med Jakob Petrén og har to børn, en søn og en datter.
Siden oktober 2010 er hun officiel ambassadør for Voi-projektet i Kenya. Bistandsprojektet har sit hovedsæde i Ulricehamn og hjælper forældreløse børn i byen Voi.